# أغبلاغ عليا
أغبلاغ عليا هي قرية في مقاطعة مراغة، إيران. عدد سكان هذه القرية هو 266 في سنة 2006.